# Cementerio de La Loma
El Cementerio de La Loma (también llamado Campo Santo de La Loma o Cementerio católico de La Loma) fue inaugurado en 1884 y se encuentra en su mayor parte en la ciudad de Manila y la parte noroeste de Caloocan en Filipinas.
El cementerio de La Loma es el cementerio más antiguo de Manila con una superficie de poco menos de 54 hectáreas (84 fanegas). Fue inaugurado en 1884 y fue originalmente conocido como «Cementerio de Binondo» y el área estaba entonces bajo la jurisdicción de Santa Cruz durante el período colonial español. 
Las autoridades españolas advirtieron a los rebeldes filipinos que una vez que se unieron a la sublevación, ya no podían ser enterrados en cementerios católicos en la tierra consagrada como La Loma y por lo tanto negaron lo que entonces se consideraba un entierro "decente" en el momento de su muerte.
El Campo Santo de La Loma es uno de los pocos sitios que escaparon a quedar en ruinas durante la Segunda Guerra Mundial en 1945 durante la Batalla de Manila, donde la mayor parte de la arquitectura de la ciudad fue destruida. Eso deja al cementerio como una pieza fundamental del patrimonio histórico y arquitectónico del país.